# 1963-as Formula–1 mexikói nagydíj
Az 1963-as Formula–1-es világbajnokság kilencedik futama a mexikói nagydíj volt.

## Futam
Három héttel később először rendezték meg a mexikói nagydíjat, amelynek a Magdalena Mixhuca versenypálya (a mai Autódromo Hermanos Rodríguez) adott otthont. Egy évvel korábban ugyan már ellátogatott a Formula–1-es mezőny a pályára, de a futam nem számított bele a világbajnoki pontversenybe. A pole-t Jim Clark szerezte meg John Surtees, Graham Hill és Dan Gurney előtt. A versenyen végig Clark vezetett, aki több mint másfél perc előnnyel nyert Jack Brabham előtt. Az ausztrál a 10. helyről előbb a negyedik pozícióba kapaszkodott fel, majd a futam vége felé megelőzte Ritchie Ginthert és Hillt is, aki váltóprobléma miatt lelassult. Jo Bonnier ötödik, az üzemanyag-ellátással küszködő Gurney hatodik lett. Surteest kizárták, mert egyik boxkiállása után hamarabb indult el. Clark hatodik győzelmét könyvelhette el az évben, kiegyenlítve Juan Manuel Fangio 1954-ben beállított rekordját.
| Helyezés | #  | Versenyző               | Csapat/Motor   | Futott körök | Idő/Kiesés oka | Rajthely | Pontszám |
| -------- | -- | ----------------------- | -------------- | ------------ | -------------- | -------- | -------- |
| 1        | 8  | Jim Clark               | Lotus-Climax   | 65           | 2:09'52.1      | 1        | 9        |
| 2        | 5  | Jack Brabham            | Brabham-Climax | 65           | + 1'41.1       | 10       | 6        |
| 3        | 2  | Richie Ginther          | BRM            | 65           | + 1'54.7       | 5        | 4        |
| 4        | 1  | Graham Hill             | BRM            | 64           | + 1 Kör        | 3        | 3        |
| 5        | 11 | Jo Bonnier              | Cooper-Climax  | 62           | + 3 Kör        | 8        | 2        |
| 6        | 6  | Dan Gurney              | Brabham-Climax | 62           | + 3 Kör        | 4        | 1        |
| 7        | 22 | Hap Sharp               | Lotus-BRM      | 61           | + 4 Kör        | 16       |          |
| 8        | 16 | Jim Hall                | Lotus-BRM      | 61           | + 4 Kör        | 15       |          |
| 9        | 14 | Jo Siffert              | Lotus-BRM      | 59           | + 6 Kör        | 9        |          |
| 10       | 12 | Carel Godin de Beaufort | Porsche        | 58           | + 7 Kör        | 18       |          |
| 11       | 13 | Moises Solana           | BRM            | 57           | Motorhiba      | 11       |          |
| Kiesett  | 25 | Phil Hill               | ATS            | 46           | Felfüggesztés  | 17       |          |
| Kiesett  | 24 | Lorenzo Bandini         | Ferrari        | 36           | Gyújtás        | 7        |          |
| Kiesett  | 3  | Bruce McLaren           | Cooper-Climax  | 30           | Motorhiba      | 6        |          |
| Kiesett  | 10 | Pedro Rodríguez         | Lotus-Climax   | 26           | Felfüggesztés  | 20       |          |
| Kiesett  | 17 | Masten Gregory          | Lola-Climax    | 23           | Felfüggesztés  | 14       |          |
| Kiz      | 23 | John Surtees            | Ferrari        | 19           | Kizárva        | 2        |          |
| Kiesett  | 9  | Trevor Taylor           | Lotus-Climax   | 19           | Motorhiba      | 12       |          |
| Kiesett  | 26 | Giancarlo Baghetti      | ATS            | 12           | Motorhiba      | 21       |          |
| Kiesett  | 18 | Chris Amon              | Lotus-BRM      | 9            | Váltó          | 19       |          |
| Kiesett  | 4  | Tony Maggs              | Cooper-Climax  | 7            | Motorhiba      | 13       |          |
| NK       | 20 | Frank Dochnal           | Cooper-Climax  |              |                |          |          |

### Statisztikák
Vezető helyen:
- Jim Clark: 65 (1-65)
- Jim Clark 9. győzelme, 12. pole-pozíciója, 12. leggyorsabb köre, 5. mesterhármasa (pp, lk, gy)
- Lotus 14. győzelme.